# World Games 2001/Orientierungslauf
Bei den 6. World Games 2001 im japanischen Akita fanden drei Wettbewerbe im Orientierungslauf statt. Für Männer und Frauen wurde jeweils ein Mitteldistanzlauf ausgetragen (Siegerzeit ca. eine halbe Stunde). Dazu gab es einen Mixed-Staffellauf, bei dem für eine Nation zwei Männer und zwei Frauen an den Start gingen.

## Ergebnisse

### Männer
| Platz | Land                   | Athlet            | Zeit        |
| ----- | ---------------------- | ----------------- | ----------- |
| 1     | Australien             | Grant Bluett      | 31:00,4 min |
| 2     | Norwegen               | Tore Sandvik      | 31:38,3 min |
| 3     | Vereinigtes Konigreich | Jamie Stevenson   | 31:42,9 min |
| 4     | Schweden               | Niclas Jonasson   | 31:49,7 min |
| 5     | Russland               | Pawel Naumow      | 33:17,7 min |
| 6     | Danemark               | Carsten Jørgensen | 33:36,4 min |

### Frauen
| Platz | Land         | Athlet           | Zeit        |
| ----- | ------------ | ---------------- | ----------- |
| 1     | Norwegen     | Hanne Staff      | 33:38,3 min |
| 2     | Schweden     | Anette Granstedt | 34:07,8 min |
| 3     | Norwegen     | Birgitte Husebye | 34:20,9 min |
| 4     | Litauen 1989 | Giedre Voveriene | 35:34,2 min |
| 5     | Schweiz      | Simone Luder     | 36:17,6 min |
| 6     | Ungarn       | Katalin Oláh     | 36:20,3 min |

### Mixed-Staffel
| Platz | Land                   | Athleten                                                              | Zeit        |
| ----- | ---------------------- | --------------------------------------------------------------------- | ----------- |
| 1     | Norwegen               | Bjørnar Valstad Hanne Staff Tore Sanvik Birgitte Husebye              | 1:36:34,6 h |
| 2     | Litauen 1989           | Svajunas Ambrazas Vilma Rudzenskaite Edgaras Voveris Giedre Voveriene | 1:37:00,8 h |
| 3     | Schweden               | Emil Wingstedt Anette Granstedt Niclas Jonasson Jenny Johansson       | 1:38:07,4 h |
| 4     | Polen                  | Janusz Porzycz Anna Gornicka-Antonowicz Robert Banach Barbara Baczek  | 1:38:11,2 h |
| 5     | Australien             | Robert Walter Joanne Allison Grant Bluett Natasha Key                 | 1:38:22,3 h |
| 6     | Vereinigtes Konigreich | Stephen Palmer Janney James Jamie Stevenson Heather Monro             | 1:39:40,2 h |

## Medaillenspiegel
| Platz | Land                   | Gold | Silber | Bronze | Gesamt |
| ----- | ---------------------- | ---- | ------ | ------ | ------ |
| 1.    | Norwegen               | 2    | 1      | 1      | 4      |
| 2.    | Australien             | 1    |        |        | 1      |
| 3.    | Schweden               |      | 1      | 1      | 2      |
| 4.    | Litauen                |      | 1      |        | 1      |
| 5.    | Vereinigtes Königreich |      |        | 1      | 1      |